# لوكا فوسكو
لوكا فوسكو (بالإيطالية: Luca Fusco)‏ (31 أغسطس 1977 بساليرنو في إيطاليا - ) هو لاعب كرة قدم إيطالي في مركز الدفاع. لعب مع نادي جنوى ونادي ساليرنيتانا ونادي كروتوني ونادي مسينا وCavese 1919 ‏ وPaganese Calcio 1926 ‏.

## وصلات خارجية
- لوكا فوسكو على موقع قاعدة بيانات كرة القدم.إي يو (الإنجليزية)
- لوكا فوسكو على موقع عالم كرة القدم.نت (الإنجليزية)